# أندرو ويات
أندرو ويات بلاكمور (Andrew Wyatt bakemore)  هو موسيقي وكاتب أغاني ومنتج أمريكي . ترعرع في مانهاتن، نيويورك.

## روابط خارجية
- أندرو ويات على موقع IMDb (الإنجليزية)
- أندرو ويات على موقع ميوزك برينز (الإنجليزية)
- أندرو ويات على موقع أول ميوزيك (الإنجليزية)
- أندرو ويات على موقع أول ميوزيك (الإنجليزية)
- أندرو ويات على موقع ديسكوغز (الإنجليزية)
- أندرو ويات على موقع ديسكوغز (الإنجليزية)
- أندرو ويات على موقع قاعدة بيانات الفيلم (الإنجليزية)